# Parapolytretus flavotarsus
Parapolytretus flavotarsus är en skalbaggsart som beskrevs av Wang och Zheng 2002. Parapolytretus flavotarsus ingår i släktet Parapolytretus och familjen långhorningar. Inga underarter finns listade i Catalogue of Life.